# Sertularia conferta
Sertularia conferta är en nässeldjursart som först beskrevs av Gustav Heinrich Kirchenpauer 1864.  Sertularia conferta ingår i släktet Sertularia och familjen Sertulariidae. Inga underarter finns listade i Catalogue of Life.